# Caenolestes caniventer
L'opossum toporagno dal ventre grigio (Caenolestes caniventer, Anthony, 1921) è un marsupiale americano della famiglia Caenolestidae.

## Descrizione
Il pelo, corto e folto, varia dal marrone al grigio ed è più chiaro nella regione ventrale. Il muso è lungo e appuntito, gli occhi piccoli e poco acuti, le orecchie rotonde. Le femmine sono prive di marsupio.

## Distribuzione e habitat

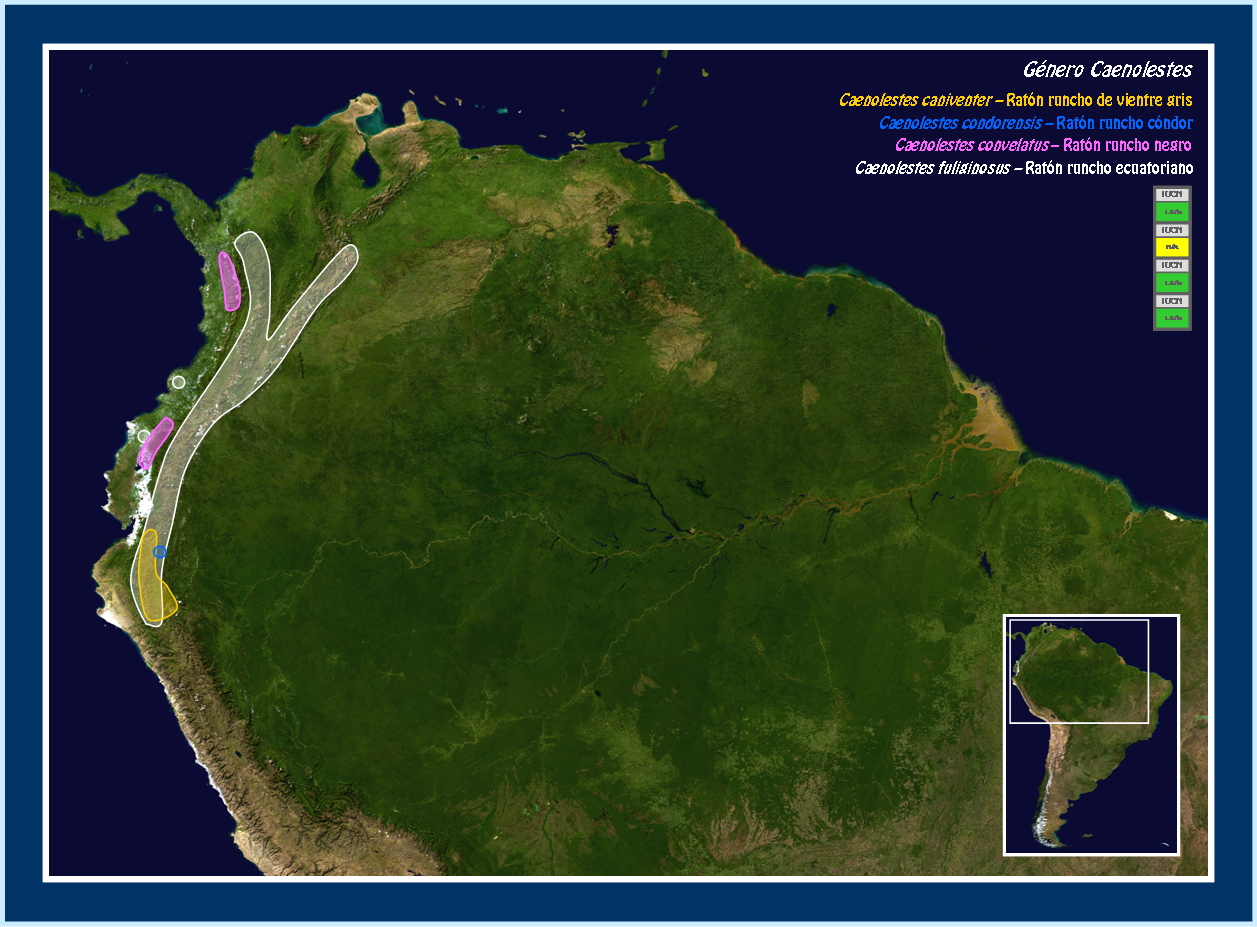
Areale (in giallo) di C. caniventer

Vive in boschi e praterie umide delle Ande. L'areale comprende zone del sudest dell'Ecuador e del nordest del Perù.

## Biologia
Le abitudini sono poco note. Studi compiuti sul contenuto dello stomaco di esemplari catturati in Perù mostrano che la dieta comprende soprattutto larve di invertebrati, piccoli vertebrati, frutta e altri prodotti vegetali.

## Conservazione
La IUCN red list classifica questa specie come a basso rischio di estinzione.